# Cinara manitobensis
Cinara manitobensis är en insektsart. Cinara manitobensis ingår i släktet Cinara och familjen långrörsbladlöss. Inga underarter finns listade i Catalogue of Life.